# Dagmar von Cramm

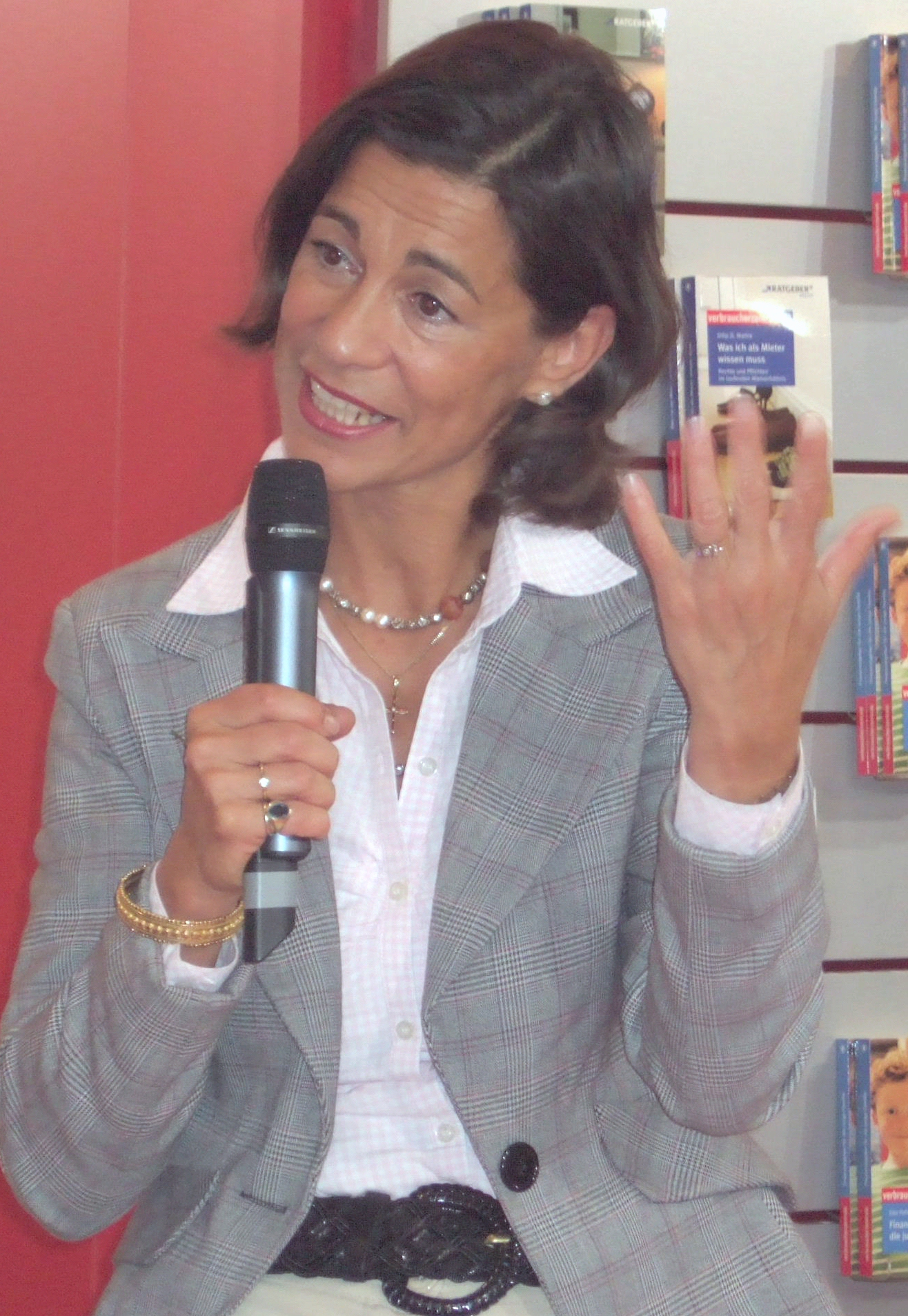
Dagmar von Cramm (2006)

Dagmar Freifrau von Cramm (geb. Frowein; * 1955 in Wuppertal) ist eine deutsche Sachbuchautorin und Journalistin.

## Leben
Dagmar von Cramm stammt aus der in Wuppertal ansässigen Familie Frowein, mütterlicherseits mit Wurzeln bei den Siebenbürger Sachsen. Nach ihrem Studium arbeitete die diplomierte Ökotrophologin (Dipl. oec. troph.) als angestellte Redakteurin. 1984 machte sie sich als Fachjournalistin selbständig. 1987 erschien in der Reihe GU-Küchen-Ratgeber mit Schwangerschaft und Stillzeit. Jetzt das Richtige essen ihr erstes Buch. Ihre in zehn Sprachen übersetzten Bücher und Ratgeber über Ernährung, die über 200 Titel umfassen, brachten es auf eine Gesamtauflage von mehreren Millionen Exemplaren.
Cramm schreibt als „Food-Journalistin“ Kolumnen für Zeitschriften, ist als Moderatorin tätig, hält Vorträge und wird vielfach zu Seminaren und zu Fernsehdiskussionen eingeladen.
In den Jahren 1990 und 1994 wurde Cramm – jeweils im „Bereich Publikumszeitschriften“ – der Journalistenpreis der Deutschen Gesellschaft für Ernährung (DGE) verliehen, in deren Präsidium sie seit 1995 als kooptiertes Mitglied wirkt. Seit 2006 ist sie Kuratoriumsmitglied der Heinz-Lohmann-Stiftung.
Die mit dem aus der Familie von Cramm stammenden Tierarzt und Diakon Edgar von Cramm verheiratete Mutter von drei Söhnen lebt mit ihrer Familie in Freiburg im Breisgau.

## Bücher (Auswahl)
- Schwangerschaft und Stillzeit. Jetzt das Richtige essen. Gräfe und Unzer, München 1987, ISBN 3-7742-1424-7.
- Weihnachten. Süßes liebevoll zubereitet. Gräfe und Unzer, München 2000, ISBN 3-7742-2204-5.
- Tigerentenclub: Das Papa-Löwe-Kochbuch. Eichborn Verlag, Frankfurt am Main 2002, ISBN 3-8218-4803-0.
- Das große GU-Kochbuch Kochen für Kinder: Über 250 Gerichte, die Kinder gerne essen. Alles, was Sie über gesunde Ernährung von Babys und Schulkindern wissen müssen. Gräfe und Unzer Verlag, München 2004, ISBN 978-3774260764
- Kochen für die Familie: 365 Rezeptideen, die leicht gelingen und allen schmecken. Gräfe und Unzer, München 2005, ISBN 3-7742-7200-X.
- Das große GU Kochbuch für Babys und Kleinkinder: Aktuellstes Wissen und mehr als 220 Rezepte für Mutter und Kind. Gräfe und Unzer, München 2007, ISBN 978-3-8338-0649-0.
- Kochen für Kleinkinder. Gräfe und Unzer, München 2008, ISBN 978-3-8338-0909-5.
- Simplify Diät: einfach besser essen und schlank bleiben. Campus Verlag, Frankfurt am Main 2010, ISBN 978-3-593-39063-5.
- Richtig essen in der Stillzeit. Gräfe und Untzer Verlag, München 2010, ISBN 978-3774268951